# Schizopera ungulata
Schizopera ungulata är en kräftdjursart som beskrevs av Sars 1909. Schizopera ungulata ingår i släktet Schizopera och familjen Diosaccidae. Inga underarter finns listade i Catalogue of Life.